# Bethlehem
Bethlehem (укр. Вифлеєм) — німецький дарк-метал гурт, заснований в місті Гревенброх. Вважається засновником жанру дарк-метал за назвою їх дебютного альбому.

## Історія
Назва Bethlehem, що перекладається як Вифлеєм, було обрано для групи на честь міста, де по Новому Завіту цар Ірод наказав убити всіх немовлят, боячись Христа. Юрген Барч, засновник групи, говорив про її назву:
|  | …Типові імена груп на початку 90-х типу Rotting Christ або Impaled Nazarene здавались мені недостатньо радикальними, і я вигадав по-справжньому провокаційну назву. Але щодо наших переконань, то ми однозначно, не сатаністи. Ми атеїсти і повністю аполітичні. |

Багато пісень групи мають моторошні тексти, які, зазвичай, мають особистий характер учасників групи.
На ранніх етапах своєї творчості гурт влаштовував концерти на бійнях, у моргах, у бункерах, під мостами та на будь-яких звалищах. Пізніше група почала виступати також і на метал-фестивалях.
За роки існування групи музичний стиль зазнав змін у порівнянні з первісним, і на зараз дуже близький до стилю з готичним та електронним підходом, а впливи дум- і блек-металу, характерні для дарк-металу тепер ледь відчутні.

## Учасники
- Onielar — вокал
- Karzov — гітари
- Jürgen Bartsch — бас-гітара, електроніка, синтезатор
- Torturer — барабани [2]

### Колишні учасники
- Guido Meyer de Voltaire — вокал
- Andreas Tekath — клавішні, піаніно
- Klaus Matton — гітари
- Marco Kehren — вокал
- Markus Lossen — ударні
- Cathrin Campen — вокал
- Rainer Landfermann — вокал
- Steinhof — ударні
- Andreas Classen — вокал
- Oliver Schmidt — клавішні

## Дискографія
- Bethlehem (демозапис) (1992)
- Thy Pale Dominion (1993)
- Dark Metal, (1994, Red Stream Inc)
- Dictius Te Necare (1996, Red Stream Inc)
- S.U.i.Z.i.D. (1998, Red Stream Inc)
- Reflektionen aufs Sterben (1998, Red Stream Inc)
- Profane Fetmilch Lenzt Elf Krank (7"-Сингл) (2000)
- Schatten aus der Alexander Welt (Американська версія, має тільки один CD) (2001, Red Stream Inc)
- Schatten aus der Alexander Welt (2001)
- Suicide Radio (2003, Red Stream Inc)
- Mein Weg (2004, Red Stream Inc)
- A sacrificial offering to kingdom of neaven in cracked dog's ear (2009, англомовне перевидання [[[Sardonischer Untergang im Zeichen irreligiöser Darbietung|S.U.i.Z.i.D]]).
- Stönkfitzchen (2010, Є. Р., TPE-Productions)
- Hexakosioihexekontahexaphobia (2014, Prophecy Productions)
- Bethlehem (2016, Prophecy Productions)